# Вадиа, Нина
Ни́на Ва́диа (англ. Nina Wadia; род. 18 декабря 1968, Мумбаи, Индия) — британская актриса, сценаристка и кинопродюсер.

## Биография
Родилась 18 декабря 1968 года в Мумбаи (Индия). Её мать (1937—1999) умерла от почечной болезни в 62-летнем возрасте.
Нина окончила «Island School».

## Карьера
Нина дебютировала в кино в 1991 году, сыграв роль Шармы в эпизоде «When the Going Gets Tough, the Tough Go Shopping» телесериала «2point4 children». В 2009—2010 года Вадиа играла роль Биби Харрал в телесериале «Молокососы». Всего она сыграла в 43-х фильмах и телесериалах.
В 1998 году Нина написала сценарий к сериалу «Goodness Gracious Me».
В 2011 году Нина спродюсировала фильм «Four».

## Личная жизнь
С 4 июля 1998 года Нина замужем за композитором Рэймондом Мирза. У супругов есть двое детей — дочь Тиа Нина Мирза (род. в ноябре 2003) и сын Эйдан Мирза (род. в январе 2007).

## Избранная фильмография
| Год       |   | Русское название | Оригинальное название | Роль         |
| --------- | - | ---------------- | --------------------- | ------------ |
| 2007—2008 | с | Молокососы       | Skins                 | Биби Кхаралл |